# The Rolling Stones (álbum)
The Rolling Stones es el álbum de estudio debut de la banda inglesa de rock The Rolling Stones, lanzado por Decca Records en el Reino Unido el 16 de abril de 1964. La edición estadounidense del LP, con una lista de canciones ligeramente diferente, salió en London Records el 30 de mayo de 1964, subtitulada 'England's Newest Hit Makers', que más tarde se convirtió en su título oficial.

## Historia

### Antecedentes
The Rolling Stones se había formado en 1962 por el multiinstrumentista Brian Jones, el cantante Mick Jagger y el guitarrista Keith Richards. Jones había tocado en bandas como The Ramrods y el Blues Incorporated de Alexis Korner, mientras que Jagger y Richards formaban junto al bajista Dick Taylor el grupo aficionado Little Boy Blue and the Blue Boys. Jones, Jagger, Richards y Taylor, acompañados por el pianista Ian Stewart y el baterista Tony Chapman (otros citan a Mick Avory) realizan su primera presentación el 12 de julio de 1962 en el Marquee Club de Londres, debido a que el grupo de Alexis Korner no podía asistir al compromiso. Chapman y Taylor posteriormente dejan a la banda y entran Charlie Watts y Bill Wyman para sustituirlos en la batería y el bajo respectivamente.
El empresario Giorgio Gomelsky reservó a la banda durante ocho meses para que tocara en el Crawdaddy Club, donde comenzaron a ganar una gran base de fanáticos, entre los que se incluyeron a The Beatles. El cuarteto los recomendó con su publicista Andrew Loog Oldham, que los firmó cuando asistió junto a amigo Eric Easton a un recital de ellos en Richmond. Posteriormente George Harrison, guitarrista de The Beatles, persuadió a Dick Rowe de la Decca Records (quien anteriormente había rechazado a su banda) para que firmara a los Stones y para el 28 de abril firman su primer contrato musical.

### Grabación y producción
Fue grabado en cinco días repartidos entre enero y febrero de 1964. El álbum fue producido por los mánagers del grupo, Andrew Loog Oldham y Eric Easton. El disco fue editado tras la aparición de los dos primeros sencillos de la banda en 1963, «Come On» y «I Wanna Be Your Man», este último una versión de los Beatles. Su tercer sencillo, «Not Fade Away» fue un corte del England's Newest Hitmakers, que sustituía al tema «I Need You Baby (Mona)» de la versión inglesa del álbum. El disco fue distribuido por la Decca Records en el Reino Unido, mientras que en los Estados Unidos el England's Newest Hitmakers apareció bajo el sello de London Records. Primeras impresiones del álbum, con la matriz de números que terminan en 1A, 2A, 1B y 2B, tenían una versión de 2:52 de la canción «Tell Me (You're Coming Back)» que se presionó mal desde la cinta original. Impresiones subsecuentes tenían la versión de 4:06. Las cubiertas y etiquetas tempranas también tenían errores con la cuarta canción del lado 1 listada como «Mona» que más tarde fue cambiada a «I Need You Baby», la palabra 'If' se omite en el título de «You Can Make It If You Try» y 'Dozier' escrito como 'Bozier'.
El trabajo consta de canciones R&B, esencialmente de versiones artistas como Chuck Berry, Nat King Cole o Muddy Waters. Phil Spector y Gene Pitney también trabajaron en la producción. La foto de la portada fue tomada por Nicholas Wright y diseñada por Andrew Loog Oldham, en la portada de la edición británica sólo se aprecia la foto y el logo de Decca al frente, hecho atribuido a su mánager. El cantante Mick Jagger y el guitarrista Keith Richards (conocido como "Richard" hasta 1978), principales compositores del grupo, sólo contribuyeron con una canción original, «Tell Me (You're Coming Back)», aunque en el álbum aparecen también un par de pistas acreditadas a "Nanker Phelge" (un seudónimo usado para las composiciones del grupo). En el disco se muestra el amor de la banda por el rhythm & blues, el género al que se orienta la mayor parte de él.

### Lanzamiento y recepción
Después de su lanzamiento, los Rolling Stones se convirtieron en uno de los más grandes vendedores de discos en el Reino Unido en 1964, permaneciendo en el número uno por 12 semanas y permaneciendo cuarenta semanas en las listas, mientras que ocuparon con England's Newest Hitmakers el puesto undécimo en la cartelera estadounidense, certificándose disco de oro por parte de la RIAA. Hasta la fecha, este es el único álbum de estudio estadounidense de los Stones que no se colocó en el top cinco de las listas del Billboard. En agosto de 2002, la edición estadounidense del álbum fue reeditada y remasterizada para CD y SACD digipak por ABKCO Records. La versión británica original está fuera de impresión en CD desde hace mucho tiempo. Sin embargo, en noviembre de 2010, el álbum fue puesto a disposición del público como parte de un conjunto de caja de vinilo de edición limitada, titulado The Rolling Stones 1964-1969, y (por sí mismo) digitalmente al mismo tiempo. El álbum fue lanzado en mono tanto en el Reino Unido como en los Estados Unidos; nunca fue hecha ninguna mezcla estéreo verdadera.

## Lista de canciones en el Reino Unido
| Cara 1 |                                                                           |          |  |
| N.º    | Título                                                                    | Duración |  |
| 1.     | «Route 66» (Bobby Troup)                                                  | 2:20     |  |
| 2.     | «I Just Want to Make Love to You» (Willie Dixon)                          | 2:17     |  |
| 3.     | «Honest I Do» (Jimmy Reed)                                                | 2:09     |  |
| 4.     | «Mona (I Need You Baby)» (Elias McDaniel)                                 | 3:33     |  |
| 5.     | «Now I've Got a Witness (Like Uncle Phil and Uncle Gene)» (Nanker Phelge) | 2:29     |  |
| 6.     | «Little by Little» (Nanker Phelge—Phil Spector)                           | 2:39     |  |

| Cara 2 |                                                                   |          |  |
| N.º    | Título                                                            | Duración |  |
| 1.     | «I'm a King Bee» (Slim Harpo)                                     | 2:35     |  |
| 2.     | «Carol» (Chuck Berry)                                             | 2:33     |  |
| 3.     | «Tell Me (You're Coming Back)» (Mick Jagger—Keith Richards)       | 4:05     |  |
| 4.     | «Can I Get a Witness» (Brian Holland—Lamont Dozier—Eddie Holland) | 2:55     |  |
| 5.     | «You Can Make It If You Try» (Ted Jarrett)                        | 2:01     |  |
| 6.     | «Walking the Dog» (Rufus Thomas)                                  | 3:10     |  |

## Lista de canciones en Estados Unidos
En el lanzamiento estadounidense se le agrega el subtítulo England's Newest Hitmakers y la canción «Mona (I Need You Baby)» es reemplazada por «Not Fade Away».
| Cara 1 |                                                                           |          |  |
| N.º    | Título                                                                    | Duración |  |
| 1.     | «Not Fade Away» (Charles Hardin—Norman Petty)                             | 1:48     |  |
| 2.     | «Route 66» (Bobby Troup)                                                  | 2:20     |  |
| 3.     | «I Just Want to Make Love to You» (Willie Dixon)                          | 2:17     |  |
| 4.     | «Honest I Do» (Jimmy Reed)                                                | 2:09     |  |
| 5.     | «Now I've Got a Witness (Like Uncle Phil and Uncle Gene)» (Nanker Phelge) | 2:29     |  |
| 6.     | «Little by Little» (Nanker Phelge—Phil Spector)                           | 2:39     |  |

| Cara 2 |                                                                   |          |  |
| N.º    | Título                                                            | Duración |  |
| 1.     | «I'm a King Bee» (Slim Harpo)                                     | 2:35     |  |
| 2.     | «Carol» (Chuck Berry)                                             | 2:33     |  |
| 3.     | «Tell Me (You're Coming Back)» (Mick Jagger—Keith Richards)       | 4:05     |  |
| 4.     | «Can I Get a Witness» (Brian Holland—Lamont Dozier—Eddie Holland) | 2:55     |  |
| 5.     | «You Can Make It If You Try» (Ted Jarrett)                        | 2:01     |  |
| 6.     | «Walking the Dog» (Rufus Thomas)                                  | 3:10     |  |

## Personal
Según los autores Philippe Margotin y Jean-Michel Guesdon, excepto donde se indica:
Los Rolling Stones
- Mick Jagger –  voz principal y coros, palmas, pandereta; armónica ("Honest I Do", "I'm a King Bee") y maracas ("Not Fade Away", "Mona")
- Keith Richards –  guitarras principales y rítmicas (6 y 12 cuerdas) y coros
- Brian Jones –  guitarra rítmica; guitarra principal ("I'm a King Bee"); guitarra slide ("Walking the Dog");[9] armónica ("Not Fade Away", "I Just Want to Make Love to You", "Now I've Got a Witness"); pandereta ("Tell Me", "Can I Get a Witness"); silbido ("Walking the Dog") y coros
- Bill Wyman –  bajo, coros y palmas
- Charlie Watts –  batería y palmas

Músicos adicionales
- Allan Clarke –  coros ("Little by Little")
- Graham Nash –  coros ("Little by Little")
- Gene Pitney –  piano ("Little by Little")
- Phil Spector – maracas ("Little by Little")
- Ian Stewart –  órgano ("Now I've Got a Witness", "You Can Make It If You Try"); piano ("Tell Me", "Can I Get a Witness")

Producción y personal adicional
- Andrew Loog Oldham –  productor
- Bill Farley – ingeniero
- Nicholas Wright –  fotografía

## Listas de éxitos

### Álbum
| Listas (1964–65)                | Mejor posición |
| ------------------------------- | -------------- |
| Australia (Kent Music Report)   | 1              |
| Alemania (Media Control Charts) | 2              |
| Reino Unido (UK Albums Chart)   | 1              |
| Estados Unidos (Billboard 200)  | 11             |

### Sencillos
| 1964 | Not Fade Away                | UK Top 50 Singles     | 3  |
| 1964 | Not Fade Away                | The Billboard Hot 100 | 48 |
| 1964 | Tell Me (You're Coming Back) | The Billboard Hot 100 | 24 |